# Język rade
Język rade (a. rhade, de, e-de, edeh, raday, radé, rde; klei Êđê) – język austronezyjski używany w Wietnamie, przez grupę etniczną Rade (Ê Dê). Według danych z 2007 roku posługuje się nim 177 tys. osób. Służy jako lokalna lingua franca.
Jest blisko spokrewniony z językiem jarai. Dodatkowo języki jarai i rade dzielą wiele cech wspólnych, co wynika z intensywnego kontaktu.
Został opisany w postaci słowników (A Rhade-English Dictionary..., 1980 ; Rhade-Vietnamese-Japanese Glossary, 1981). W piśmie stosuje się alfabet łaciński.